# Dariush Saghafi
Dariush Saghafi est un musicien iranien, joueur de santour.
Dariush Saghafi a appris à jouer du santour principalement avec Abolhasan Saba (en). Il a aussi étudié avec Faramarz Payvar. Il a lui-même enseigné de 1961 à 1967 à l'Institut des beaux-arts de Tabriz.